# 统计噪声
统计噪声（英语：statistical noise）是一个统计学概念，它是指随机变量观测值的變異相对于随机变量服从的真实分布的變異不可解释的部分，即这些观测值的未解釋變異（英语：unexplainable variation）。